# Leandro Calle
Leandro Manuel Calle (Zárate, provincia de Buenos Aires, Argentina. 24 de junio de 1969) Poeta y traductor argentino. Reside en Córdoba. Es una de las voces más representativas la poesía contemporánea de la Argentina.

## Biografía
En diferentes oportunidades de su vida, vivió en varios países: Venezuela, Ecuador y Francia. Terminó sus estudios secundarios en el Colegio del Salvador en Buenos Aires. Luego, ingresó en la orden de los Jesuitas a la que perteneció durante largos años. Más tarde, decidió abandonar la orden. Es profesor de filosofía, licenciado en letras y licenciado en teología. Actualmente es profesor de Estética y de Literatura Latinoamericana en la carrera de letras de la UCC (Universidad Católica de Córdoba). Asimismo en la es profesor del Seminario Interdisciplinar en la Facultad de Educación de la misma universidad. Forma parte del comité Editorial de la Revista Palabras de Poeta.
Ha participado en varios festivales de poesía, entre ellos: el VIII Festival de poesía de Buenos Aires, 2012; El 1º festival de poesía de Mendoza 2013; 31 Festival de Poésie de Trois Rivières, Canadá. Representando a Argentina. Octubre 2015.
Su obra ha sido parcialmente traducida al inglés, al checo y árabe, en esta última lengua por el notable escritor marroquí Abdelkader Chaui. Dirige para Alción Editora la Biblioteca de autores y temas marroquíes y Clásicos de Babel para Babel Editorial

## Obra
- Tatuaje de fauno (El Francotirador, 1999)[4]
- Una Luz desde el río (Alción Editora, 2001 y 2004)[5]
- Los Elementos (Alción Editora, 2003)[6]
- Pasar (Educc, 2004)[7]
- Noche Extranjera (Ediciones del Copista, 2007)[8]
- entonces (Alción Editora, 2010)[9]
- Blasfemo (Alción Editora, 2013)[10]
- animalia urbana (Dínamo poético, 2014)[11]
- elijo (Alción Editora, 2017)[12]

### En francés
- Une lumière venue du fleuve et autres poèmes. Édit. Atopia, Traduction et présentation par Yves  Roullière. Rennes. (2016)
- Une lumière venue du fleuve. Edit. Recours au poème. Traduction et préface deYves Roullière. (2015) ;
- Poèmes , dans la Revue Poésie N 47, nº 30, Automne 2016. (Traduction de Miguel Clapera et Yves Jouan)

### Obras en colaboración
Junto a Kay Reynolds (Fotografía): Almas del Boquerón (Pircas, 2004); Souls of the Boqueron (Pircas, 2005);  Kindheit (Pircas 2006)  y Passer (Editorial Pircas Argentinas, 2008).
Con Jaqueline Vassallo: Alfonsina Storni: literatura y feminismo en la Argentina de los años 20, Eduvim, Córdoba, 2014.

## Traducción
Como traductor ha traducido al poeta marroquí Abdellatif Laâbi: Los frutos del cuerpo (Alción, 2012 y editado en Chile por el Centro Mohammed VI). Antología poética de Abdelatif Laâbi (Alción Editora, 2015).
El Horla, traducción y edición bilingüe del texto de Guy de Maupassant más un estudio crítico. (Ediciones del Copista, 2007). Cuentos escalofriantes, selección de cuentos de Guy de Maupassant, Editorial Babel, 2014. Leer hoy el Corán (Alción Editora, 2014) del islamólogo Rachid Benzine. Cuerpo luz de la poeta marroquí Siham Bouhlal (Alción editora, 2016 y Centro Mohamed VI de Chile 2016). Viaje de ida del poeta franco-marroquí Miloud Gharrafi (Centro Mohamed VI, Chile, 2016).
Semillas de errancia, antología poética del poeta congolés Gabriel Okoundji (Babel ediciones, 2017)